# Wincenty Dmochowski

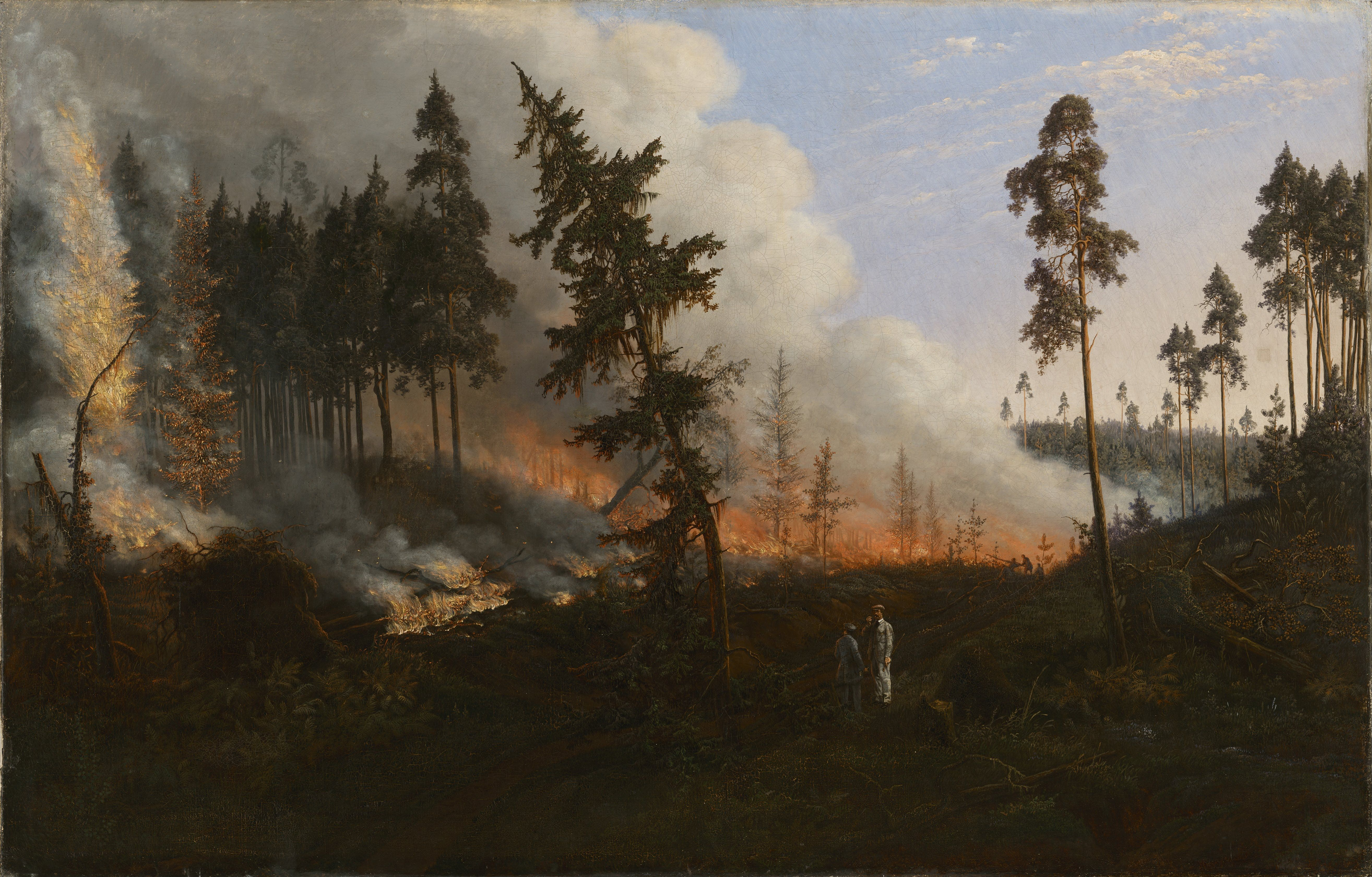
Pożar lasu

Wincenty Dmochowski (lit. Vincentas Dmachauskas, ur. 1805 lub 1807 w Nahorodowiczach, zm. 22 lutego lub 6 marca 1862 w Wilnie) – malarz czynny na Wileńszczyźnie.

## Życiorys
Syn Ignacego Dmochowskego, wicemarszałka oszmiańskiego, i Marii (Marianny) z domu Despot-Zenowicz, córki Antoniego i Eleonory z domu Skarbek-Ważyńskiej. Siostrzeniec marszałka guberni mińskiej Michała Despot-Zenowicza.
Początkowe nauki pobierał w szkołach księży Pijarów w Szczuczynie, gdzie pozostawał do 1824 r. W 1822 stracił ojca. Po ukończeniu szkół matka posłała go do swojego brata, marszałka guberni mińskiej Michała Despot-Zenowicza, aby pod jego okiem zdobywał wykształcenie prawnicze. Dmochowski jednak zdecydował po pewnym czasie porzucić praktykę prawną i wyjechać na dalsze studia do Wilna, gdzie w 1826 zapisał się na fakultet literacki. Równolegle studiował malarstwo w latach 1825–1829 w Szkole Sztuk Pięknych w Wilnie u Jana Rustema. Uniwersytet ukończył w 1829, w 1830 poślubił Salomeę Orłowską.
Uczestniczył w Powstaniu Listopadowym, służąc w 13 pułku ułanów armii gen. Dębińskiego, a następnie w korpusie Rybińskiego. Pod koniec kampanii wraz z innymi przedostał się do Prus. Po upadku powstania został przez władze carskie pozbawiony majątku. Udał się na emigrację. Po ogłoszeniu amnestii powrócił do rodzinnego majątku na Litwie, gdzie przebywał dwa lata. W roku 1837 powrócił do Wilna i zajął się malarstwem. W 1840 otworzył prywatną szkołę malarstwa w Wilnie, a jego uczniami byli m.in. Józef Marszewski, Tadeusz Gorecki, Pietkiewicz, Karczewski, Rejnhardt. W roku 1847 stworzył na zamówienie Eustachego Tyszkiewicza cykl widoków zamków litewskich. Uprawiał malarstwo krajobrazowe o romantycznym nastroju dzięki teatralnym efektom oświetlenia. W latach 1850–1854 zaprojektował scenografię do oper „Halka” Stanisława Moniuszki i „Włoszka w Algierze” Gioacchino Rossiniego.
Około 1855 Dmochowski opuścił Wilno i osiadł w dzierżawionym przez siebie majątku pod Nowogródkiem. Około 1858 powrócił do Wilna, gdzie mieszkał do swej śmierci.
Kolekcję jego dzieł posiada Muzeum Narodowe w Krakowie.
Jego syn, Władysław Dmochowski, również został malarzem, a pierwsze nauki pobierał pod okiem swojego ojca.

## Dzieła (wybór)
- Nahorodowicze, 1843
- Jezioro Świteź, 1850
- Panorama Wilna z góry Bufałowej, 1853
- Widok kościoła pobazyliańskiego w Nowogródku, 1856
- Tuhanowicze – dwór nad stawem, 1861